# کلسیفدیول
کلسیفدیول (به انگلیسی: Calcifediol) با فرمول شیمیایی C۲۷H۴۴O۲ یک ترکیب شیمیایی با شناسه پاب‌کم ۵۲۸۳۷۳۱ است. که جرم مولی آن ۴۰۰٫۶۴ g/mol می‌باشد. 